# Amtsgericht Suhl

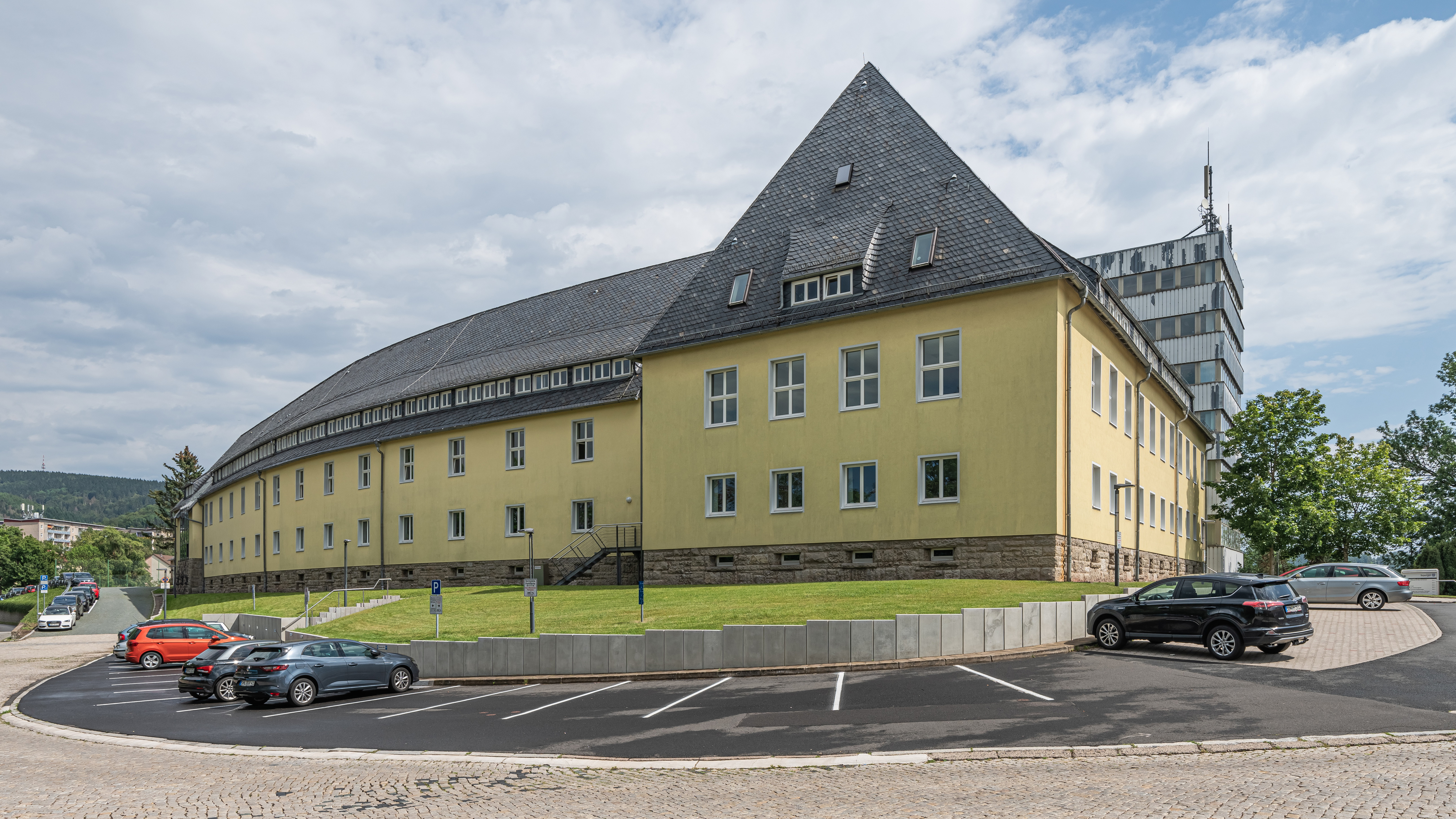
Amtsgericht Suhl (2020)

Das Amtsgericht Suhl ist ein Gericht der ordentlichen Gerichtsbarkeit und eines von sechs Amtsgerichten (AG) im Bezirk des Landgerichtes Meiningen.

## Gerichtssitz und -bezirk
Sitz des Gerichtes ist die kreisfreie Stadt Suhl im Süden Thüringens. Der 154 km² große Gerichtsbezirk erstreckt sich auf die Stadt Suhl sowie auf die dem Landkreis Schmalkalden-Meiningen angehörigen Gemeinden Oberhof und Zella-Mehlis. In ihm leben rund 47.300 Menschen. Insolvenzverfahren bearbeitet das Amtsgericht Meiningen. Für die Führung des Handels-, Genossenschafts- und Partnerschaftsregisters ist das Amtsgericht Jena zuständig. Zentrales Mahngericht ist das Amtsgericht Aschersleben.

## Gebäude
Das Gericht ist im Gebäude Hölderlinstraße 1 untergebracht.

## Übergeordnete Gerichte
Dem AG Suhl ist das Landgericht Meiningen übergeordnet. Zuständiges Oberlandesgericht ist das Thüringer Oberlandesgericht in Jena.